# Mohamed Barakat
Pour les articles homonymes, voir Barakat.
Mohamed Barakat (arabe : محمد بركات)   est un footballeur égyptien né le 7 septembre 1976 au Caire (Égypte). Il évolue au poste de milieu offensif durant sa carrière de footballeur, entre 1996 et 2013.

## Carrière

### Ses débuts
Il commence sa carrière à Al Sekka Al Hadid, avant d'être transféré à Ismaily. C'est dans cette équipe qu'il se fait remarquer par les deux grands clubs africains, Al Ahly SC et le Zamalek.

### Al Ahly
Après quelques courte expériences dans le golfe Persique, il revient en Égypte et signe avec Al Ahly SC. La combinaison qu'il forme avec Mohamed Aboutrika et Emad Moteab sera considéré par certains comme le meilleur trio africain et sera surnommé « Le triangle des Bermudes ».
En 2005, il remporte le trophée de Footballeur africain de l'année (BBC) devant le Camerounais Samuel Eto'o et le Nigérian Obafemi Martins, devant ainsi le premier joueur évoluant en Afrique à remporter ce trophée.
Lors de la même année, il est nommé meilleur joueur africain évoluant sur le continent par la Confédération africaine de football.
Barakat annonce sa retraite en 2013 sur le site officiel d'Al Ahly. Il déclare : « J’espère que j’ai été utile à Al Ahly ». Mohamed Youssef, son entraîneur, qui souhaitait que Barakat continue à jouer, lui rend hommage en ces termes : « C’est un grand joueur et c’est impossible de l’oublier. ».

### Sélection
Barakat fait ses débuts avec les « Pharaons » en 2000 contre la Corée du Sud. Il joue quatre matchs lors de la CAN 2002 et tous les matchs lors de la CAN 2006. Il annonce sa retraite internationale en 2009.

## Palmarès
- Coupe d'Afrique des nations (1)
  - Vainqueur : 2006 ( Égypte)

- Ligue des champions de la CAF (4)
  - Vainqueur : 2005, 2006, 2008 et 2012
  - Finaliste : 2007 ( Al Ahly SC)

- Supercoupe de la CAF (4)
  - Vainqueur : 2005, 2006, 2008, 2013 ( Al Ahly SC)

- Coupe de la CAF
  - Finaliste : 2000 ( Ismaily SC)

- Championnat d'Égypte de football (6)
  - Champion : 2002 ( Ismaily SC), 2005, 2006, 2007, 2008, 2009, 2010 et 2011 ( Al Ahly SC).

- Supercoupe d'Égypte de football (4)
  - Vainqueur : 2005, 2006, 2007, 2008 ( Al Ahly SC)

- Coupe d'Égypte
  - Vainqueur : 1997, 2000, 2006 et 2007
  - Finaliste : 1999 ( Ismaily SC)